# Campeonato Mundial de Snowboard de 2001
O Campeonato Mundial de Snowboard de 2001 foi a quarta edição do Campeonato Mundial de Snowboard, organizado pela Federação Internacional de Esqui (FIS). A competição foi disputada entre os dias 23 de janeiro e 28 de janeiro, em Madonna di Campiglio na Itália.

## Medalhistas

### Masculino
| Evento                  | Ouro                        | Prata                    | Bronze                       |
| Slalom gigante          | Jasey Anderson · Canadá     | Dejan Košir · Eslovênia  | Walter Feichter · Itália     |
| Halfpipe                | Kim Christiansen · Noruega  | Daniel Franck · Noruega  | Markus Hurme · Finlândia     |
| Snowboard cross         | Guillaume Nantermod · Suíça | Markus Ebner · Alemanha  | Alexander Maier · Áustria    |
| Slalom gigante paralelo | Nicolas Huet · França       | Mathieu Chiquet · França | Anton Pogue · Estados Unidos |
| Slalom paralelo         | Gilles Jaquet · Suíça       | Daniel Biveson · Suécia  | Stefan Kaltschütz · Áustria  |

### Feminino
| Evento                  | Ouro                   | Prata                           | Bronze                    |
| Slalom gigante          | Karine Ruby · França   | Isabelle Blanc · França         | Dagmar Mair · Itália      |
| Halfpipe                | Doriane Vidal · França | Stine Brun Kjeldaas · Noruega   | Sari Grönholm · Finlândia |
| Snowboard cross         | Karine Ruby · França   | Emmanuelle Duboc · França       | Dominique Vallée · Canadá |
| Slalom gigante paralelo | Ursula Bruhin · Suíça  | Rosey Fletcher · Estados Unidos | Manuela Riegler · Áustria |
| Slalom paralelo         | Karine Ruby · França   | Isabelle Blanc · França         | Carmen Ranigler · Itália  |

## Quadro de medalhas
| Ordem | País           | Medalha de ouro | Medalha de prata | Medalha de bronze | Total |
| ----- | -------------- | --------------- | ---------------- | ----------------- | ----- |
| 1     | França         | 5               | 4                | 0                 | 9     |
| 2     | Suíça          | 3               | 0                | 0                 | 3     |
| 3     | Noruega        | 1               | 2                | 0                 | 3     |
| 4     | Canadá         | 1               | 0                | 1                 | 2     |
| 5     | Estados Unidos | 0               | 1                | 1                 | 2     |
| 6     | Alemanha       | 0               | 1                | 0                 | 1     |
| 6     | Eslovênia      | 0               | 1                | 0                 | 1     |
| 6     | Suécia         | 0               | 1                | 0                 | 1     |
| 9     | Áustria        | 0               | 0                | 3                 | 3     |
| 9     | Itália         | 0               | 0                | 3                 | 3     |
| 11    | Finlândia      | 0               | 0                | 2                 | 2     |
|       | TOTAL          | 10              | 10               | 10                | 30    |